# ألبرت إيفانز (لاعب كرة قدم أمريكية)
ألبرت إيفانز (بالإنجليزية: Albert Evans)‏ هو لاعب كرة قدم أمريكية أمريكي، ولد في 16 أكتوبر 1989 في غاري في الولايات المتحدة.